# Ange
Ange é uma banda francesa de rock progressivo formada em 1969 pelos irmãos Francis (tecladista), Christian Décamps (vocalista) e  Jean-Michel Brézovar.

## História
Eles eram inicialmente influenciados pelo Genesis e pelo King Crimson, e a música da banda é bem teatral e poética. O primeiro sucesso deles foi uma versão da canção Ces gens-là de Jacques Brel, presente no disco Le Cimetière des Arlequins.
Os outros três membros da banda, nos primeiros anos (comumente considerados os melhores anos do Ange) eram Jean-Michel Brézovar na guitarra, Gérard Jelsch na bateria e Daniel Haas no baixo e na guitarra acústica.
Em 1995, eles fizeram uma turnê de despedida. Christian Décamps lançou alguns discos como Chistian Décamps et Fils ("Christian Décamps e Filho"), antes de retomar o nome "Ange" em 1999 (usando a banda de seus discos solo, incluindo seu filho Tristan), com o disco La voiture à eau.

## Discografia

### Fase Christian e Francis Décamps
- Caricatures  (1972)
- Le Cimetière des arlequins (1973)
- Au-delà du délire (1974)
- Émile Jacotey (1975)
- Par les fils de Mandrin (1976)
- Tome VI : Live 1977 (1977)
- En concert : Live 1970-1971 (1977)
- Guet-apens (1978)
- Vu d'un chien (1980)
- Moteur (1981)
- La Gare de Troye (1983)
- Fou (1984)
- Egna (1986)
- Tout feu tout flamme... C'est pour de rire (1987)
- A propos de... (1982)
- Sève qui peut (1987)
- Vagabondages (Compilation) (1989)
- Les larmes du Dalaï Lama (1992)
- Mémo (Compilation) (1994)
- Un p'tit tour et puis s'en vont : Live 1995 (1995)
- Tome 87 (Live) (2002)
- Ange en concert : Par les fils de Mandrin (Millésimé 77) (2004)

### Fase Christian e Tristan Décamps
- La Voiture à eau (1999)
- Rêves parties : Live 2000 (2000)
- Culinaire lingus (2001)
- ? (2005)
- Souffleurs de Vers (2007)
- Zénith An II : Live 2002 (2007)
- Le bois travaille, même le dimanche (2010)

### Christian Decamps & Fils
- Le mal d'Adam (1979)
- Juste une ligne bleue (1990)
- Nu (1994)
- V'soul Vesoul V'soul (1995)

- 2003 : Murmures
- 2012 : Escale à Ch'tiland (live em Lille de 2010, CD e DVD)
- 2014 : Émile Jacotey Résurrection

### Cd e dvd editados pela comunidade de fãs:Un pied dans la marge(UPDLM)
- 1970 : La fantastique épopée du Général Machin
- 1971 : le vieux de la Montagne (45tours?)
- 1997: Les Mots d'Emile
- 1998 : Plouc
- 1999 : Grands Crus
- 2000 : Instantanés
- 2001 : Pêle-Mêle
- 2002 : Brocantes
- 2003 : En Vrac
- 2004 : Bonus
- 2005: Collages